# Championnats du monde de gymnastique artistique 2001
Navigation
Édition précédente Édition suivante
Les 35e championnats du monde de gymnastique artistique ont eu lieu à Gand en Belgique.

## Résultats hommes

### Concours général par équipes
| Rang | Pays        | Membres | Total   |
| ---- | ----------- | --- | ------- |
| 1st  | Biélorussie | Ivan Ivankou, Alexander Kruzhylov, Dimitri Kaspiarovich, Vitali Valinchuk, Denis Savenkov, Aliaksey Sinkevich | 169.622 |
| 2nd  | États-Unis  | Raj Bhavsar, Paul Hamm, Stephen McCain, Sean Townsend, Guard Young, Brett McClure                             | 166.845 |
| 3rd  | Ukraine     | Roman Zozulya, Ruslan Myezyentsev, Andrei Mykaylichenko, Andrei Lipski, Oleksandr Beresh, Sergei Vialtsev     | 165.483 |

### Concours général individuel
| Rang | Gymnaste              | Total  |
| ---- | --------------------- | ------ |
| 1st  | Feng Jing (CHN)       | 56.211 |
| 2nd  | Ivan Ivankov (BLR)    | 56.124 |
| 3rd  | Jordan Jovtchev (BUL) | 56.058 |

### Finales par engins

#### Sol
| Rang | Gymnaste                | Total |
| ---- | ----------------------- | ----- |
| 1st  | Jordan Jovtchev (BUL)   | 9.550 |
| 1st  | Marian Drăgulescu (ROU) | 9.550 |
| 3rd  | Igors Vihrovs (LAT)     | 9.425 |

#### Cheval d'arçon
| Rang | Gymnaste               | Total |
| ---- | ---------------------- | ----- |
| 1st  | Marius Urzică (ROU)    | 9.800 |
| 2nd  | Xiao Qin (CHN)         | 9.775 |
| 3rd  | Oleksandr Beresh (UKR) | 9.662 |

#### Anneaux
| Rang | Gymnaste                   | Total |
| ---- | -------------------------- | ----- |
| 1st  | Jordan Jovtchev (BUL)      | 9.775 |
| 2nd  | Szilveszter Csollany (HUN) | 9.712 |
| 3rd  | Andrea Coppolino (ITA)     | 9.650 |

#### Saut
| Rang | Gymnaste                   | Total |
| ---- | -------------------------- | ----- |
| 1st  | Marian Drăgulescu (ROU)    | 9.668 |
| 2nd  | Jevgēņijs Saproņenko (LAT) | 9.643 |
| 3rd  | Charles Leon Tamayo (CUB)  | 9.624 |

#### Barres parallèles
| Rang | Gymnaste            | Total |
| ---- | ------------------- | ----- |
| 1st  | Sean Townsend (USA) | 9.700 |
| 2nd  | Erick López (CUB)   | 9.675 |
| 3rd  | Ivan Ivankov (BLR)  | 9.637 |

#### Barre fixe
| Rang | Gymnaste               | Total |
| ---- | ---------------------- | ----- |
| 1st  | Vlasios Maras (GRE)    | 9.737 |
| 2nd  | Oleksandr Beresh (UKR) | 9.725 |
| 2nd  | Philippe Rizzo (AUS)   | 9.725 |

## Résultats femmes

### Concours général par équipe
| Rang | Pays       | Membres                                                                                          | Total   |
| ---- | ---------- | ------------------------------------------------------------------------------------------------ | ------- |
| 1st  | Roumanie   | Andreea Răducan, Loredana Boboc, Andrea Ulmeanu, Silvia Stroescu, Sabina Cojocar, Carmen Ionescu | 110.209 |
| 2nd  | Russie     | Svetlana Khorkina, Lyudmila Ezhova, Elena Zamolodchikova, Maria Zassypkina, Natalia Ziganshina   | 109.023 |
| 3rd  | États-Unis | Mohini Bhardwaj, Katie Heenan, Ashley Miles, Tasha Schwikert, Rachel Tidd, Tabitha Yim           | 108.514 |

### Concours général individuel
| Rang | Gymnaste                 | Total  |
| ---- | ------------------------ | ------ |
| 1st  | Svetlana Khorkina (RUS)  | 37.617 |
| 2nd  | Natalia Ziganshina (RUS) | 37.305 |
| 3rd  | Andreea Răducan (ROU)    | 36.949 |

### Finales par engins

#### Saut
| Rang | Gymnaste                 | Total |
| ---- | ------------------------ | ----- |
| 1st  | Svetlana Khorkina (RUS)  | 9.412 |
| 2nd  | Oksana Chusovitina (UZB) | 9.349 |
| 3rd  | Andreea Răducan (ROU)    | 9.243 |
| 4th  | Jana Komrsková (CZE)     | 9.206 |
| 5th  | Andreea Ulmeanu (ROU)    | 9.118 |
| 6th  | Verona van de Leur (NED) | 9.112 |
| 7th  | Mohini Bhardwaj (USA)    | 9.037 |
| 8th  | Ashley Miles (USA)       | 8.768 |

#### Barres asymétriques
| Rang | Gymnaste                | Total |
| ---- | ----------------------- | ----- |
| 1st  | Svetlana Khorkina (RUS) | 9.437 |
| 2nd  | Renske Endel (NED)      | 9.425 |
| 3rd  | Katie Heenan (USA)      | 9.212 |

#### Poutre
| Rang | Gymnaste              | Total |
| ---- | --------------------- | ----- |
| 1st  | Andreea Răducan (ROU) | 9.662 |
| 2nd  | Lyudmila Ezhova (RUS) | 9.650 |
| 3rd  | Sun Xiaojiao (CHN)    | 9.575 |

#### Sol
| Rang | Gymnaste                | Total |
| ---- | ----------------------- | ----- |
| 1st  | Andreea Răducan (ROU)   | 9.550 |
| 2nd  | Daniele Hypolito (BRA)  | 9.487 |
| 3rd  | Svetlana Khorkina (RUS) | 9.375 |

## Tableau des médailles
| Rang | Nation      | Or | Argent | Bronze | Total |
| ---- | ----------- | -- | ------ | ------ | ----- |
| 1    | Roumanie    | 6  |        | 2      | 8     |
| 2    | Russie      | 3  | 3      | 1      | 7     |
| 3    | Bulgarie    | 2  |        | 1      | 3     |
| 4    | États-Unis  | 1  | 1      | 2      | 4     |
| 5    | Chine       | 1  | 1      | 1      | '3    |
| 5    | Biélorussie | 1  | 1      | 1      | 3     |
| 7    | Grèce       | 1  |        |        | 1     |
| 8    | Ukraine     |    | 1      | 2      | 3     |
| 9    | Lettonie    |    | 1      | 1      | 2     |
| 9    | Cuba        |    | 1      | 1      | 2     |
| 11   | Australie   |    | 1      |        | 1     |
| 11   | Hongrie     |    | 1      |        | 1     |
| 11   | Ouzbékistan |    | 1      |        | 1     |
| 11   | Pays-Bas    |    | 1      |        | 1     |
| 11   | Brésil      |    | 1      |        | 1     |
| 16   | Italie      |    |        | 1      | 1     |